# Mountain Park (Új-Mexikó)
Mountain Park önkormányzat nélküli település az új-mexikói Otero megyében, az Egyesült Államokban. Itt született a kétszeres Pulitzer-díjas Bill Mauldin.